# Vosek, Pesnica
Vosek je naselje v Občini Pesnica.
Dolgoletni župan nekdanje občine Sv. Marjeta-Vosek je bil Ivan Čep.